# Tylototriton yangi
Espèce
Synonymes
- Tylototriton daweishanensis Zhao, Rao, Liu, Li & Yuan, 2012

Tylototriton yangi est une espèce d'urodèles de la famille des Salamandridae.

## Répartition
Cette espèce est endémique du Yunnan en République populaire de Chine. Elle se rencontre dans le xian autonome miao de Pingbian, dans le xian de Wenshan et dans la préfecture autonome hani et yi de Honghe.

## Taxinomie
Le nom valide complet (avec auteur) de ce taxon est Tylototriton yangi Hou (d), Zhang, Zhou, Li & Lu, 2012. Cette espèce a été décrite dans une publication de Hou, Li & Lu.
Tylototriton yangi a pour synonyme : Tylototriton daweishanensi Zhao, Rao, Liu, Li & Yuan, 2012. Cette espèce a été placé en synonymie avec Tylototriton yangi par Nishikawa, Rao, Matsui et Eto en 2015.

### Publication originale
- (en) Hou, Li et Lu, « Morphological research development of genus Tylototriton and primary confirmation of the status of four cryptic species », Journal of Huangshan University, République populaire de Chine, vol. 14, no 3,‎ 2012, p. 61-65 (ISSN 1672-447X).